# Perilampus laticeps
Perilampus laticeps is een vliesvleugelig insect uit de familie Perilampidae. De wetenschappelijke naam is voor het eerst geldig gepubliceerd in 1940 door Masi.